# Алмир Пернамбукиньо
Алмир Мораэс де Альбукерке (порт. Almir Moraes de Albuquerque; 28 октября 1937, Ресифи — 6 февраля 1973, Рио-де-Жанейро), более известный под именем Алмир Пернамбукиньо (порт. Almir Pernambuquinho) — бразильский футболист, нападающий.

## Клубная карьера

### Бразилия
Футбольная карьера Алмира началась в 1956 году в «Спорт Ресифи», клубе из его родного города. В 1957 году он оказался в «Васко да Гаме». Алмиру удалось успешно влиться в коллектив, где он играл вместе с уже зарекомендовавшими себя игроками, такими как Вава. В 1958 году Алмир стал победителем Лиги Кариоки. В 1960 году он перешёл в «Коринтианс», где получил прозвище «белый Пеле» (позже так называли многих других игроков), однако не достиг такого же успеха, как в «Васко».

### Зарубежные клубы
В 1961 году Алмир решил покинуть родную страну и попробовать свои силы в аргентинской «Боке Хуниорс» из Буэнос-Айреса. Он пришёл в стан «генуэзцев» благодаря тренеру Висенте Феоле и дебютировал 14 мая 1961 года. Алмир сыграл только пять матчей в футболке «Боки», но ему всё-таки удалось выиграть чемпионский титул 1962 года; 25 марта 1962 года он сыграл свой последний матч за «сине-золотых». Ему нужно было восстановиться после серьёзной травмы колена, полученной в матче против «Чакариты», поэтому Алмир вернулся в Бразилию.
В том же 1962 году Алмира купила итальянская «Фиорентина», но в октябре его продали в «Дженоа». В новой команде он дебютировал 6 января 1963 года, выйдя с первых минут матча против СПАЛа. Свой первый матч в Серии А 1962/63 Алмир провёл против «Палермо». 5 декабря 1962 года он также играл в гостевом матче против «Ромы», его команда выиграла со счётом 5:2.

### Возвращение в Бразилию
В 1963 году Алмир вернулся на родину, его приобрёл «Сантос» в качестве дублёра нападающего Пеле. Несмотря на то, что Алмир оставался в тени одноклубника, он стал одним из главных героев Межконтинентального кубка 1963 года, забив гол в ответном матче на «Маракане» в ворота «Милана», позволив своей команде выиграть со счётом 4:2. Так как в первом матче выиграл «Милан», была назначена дополнительная встреча, в ней «Сантос» заработал пенальти, который и принёс «рыбам» победу.
После «Сантоса» Алмир перешёл во «Фламенго», где выступал довольно успешно, забив более 20 голов в 70 матчах. Играя за «Фламенго» он стал участником драки, развернувшейся в финале Лиги Кариоки 1966 с игроками «Бангу». Алмир начал избивать полузащитника Ладейру, а потасовка затем распространилась на обе команды. Алмир Пернамбукиньо завершил свою карьеру в «Америке» из Рио.

## Национальная сборная
Первую игру за сборную Алмир провёл в 1959 году в рамках Судамерикано—1959 в Аргентине; он дебютировал 10 марта в матче против Перу, сменив Пеле. Он оставался на скамейке запасных в матчах против Чили и Боливии, но вернулся на поле в игре против Уругвая. В этом матче он подрался с вратарём Вальтером Тайбо и заработал четыре матча дисквалификации. Карьера Алмира в национальной сборной продолжалась до 1960 года и завершилась победой в двух турнирах (Кубок Атлантики и Кубок Рока).

## Смерть
Алмир был убит в 1973 году в возрасте 35 лет в драке в баре Риу-Жерес на Копакабане. По словам свидетелей, несколько участников музыкальной группы Dzi Croquettes («Вертихвостки») после выступления подверглись нападению со стороны группы португальцев, игрок вмешался. Алмир якобы напал на одного из португальцев, в результате началась перестрелка на набережной Авенида Атлантика. В конце концов, Алмир был убит выстрелом в голову. Убийца, Артур Гарсия Соареш, утверждал, что действовал в рамках самообороны, и так и не был арестован.

## Достижения
- Чемпион Аргентины 1962
- Обладатель Кубка Бразилии 1963, 1964
- Победитель Лиги Паулиста 1964
- Победитель Лиги Кариока 1965
- Победитель Турнира Рио-Сан Паулу 1963, 1964
- Обладатель Кубка Либертадорес 1963
- Обладатель Межконтинентального кубка 1963
- Обладатель Кубка Рока 1960